# 撒切爾半島

撒切爾半島在南喬治亞島的位置

撒切爾半島（英語：Thatcher Peninsula），是英國海外領土南喬治亞與南桑威奇群島的半島，位於南喬治亞島，西面是昆伯蘭西灣，東面是昆伯蘭東灣和莫雷納灣。